# UCI Oceania Tour 2020
Die UCI Oceania Tour 2020 war die 16. Austragung einer Serie von Straßenradrennen auf dem australischen Kontinent, die zwischen dem 15. Jänner 2019 und dem 9. Februar 2020 stattfand. Die UCI Oceania Tour ist Teil der UCI Continental Circuits und liegt von ihrer Wertigkeit unterhalb der UCI ProSeries und der UCI WorldTour.
Die Rennserie umfasste 2 Eintages- und 2 Etappenrennen, die in die UCI-Kategorien eingeteilt wurden.
Die Gesamtwertung für Fahrer, Teams und Nationen basierte nicht auf den Ergebnissen der UCI Oceania Tour Rennen, sondern auf den Punkten der UCI-Weltrangliste. In die Wertung kamen jedoch nur je Fahrer und Teams, die für einen nationalen Verband fahren, der auf dem australischen Kontinent beheimatet ist. Folglich war es möglich die UCI Oceania Tour zu gewinnen, ohne an einem ihrer Rennen teilgenommen zu haben. UCI WorldTeams waren von der Teamwertung ausgeschlossen, die sich aus den Ergebnissen der 10 besten Fahrer ergab. Für die Nationenwertung wurden die Ergebnisse der besten 8 Fahrer herangezogen.

## Rennen
| Datum                  | Land | Rennen                    | Klasse | Sieger           | Team                            |
| ---------------------- | ---- | ------------------------- | ------ | ---------------- | ------------------------------- |
| 15. – 19. Jänner 2020  | NZL  | New Zealand Cycle Classic | 2.2    | Rylee Field      | Team BridgeLane                 |
| 25. Jänner 2020        | NZL  | Gravel and Tar Classic    | 1.2    | Hayden McCormick | Black Spoke Pro Cycling Academy |
| 30. Jänner 2020        | AUS  | Race Torquay              | 1.1    | Sam Bennett      | Deceuninck-Quick Step           |
| 05. – 09. Februar 2020 | AUS  | Jayco Herald Sun Tour     | 2.1    | Jai Hindley      | Team Sunweb                     |

## Gesamtwertung
| Platz | Fahrer           | Nation | Team           | Punkte |
| ----- | ---------------- | ------ | -------------- | ------ |
| 1.    | Richie Porte     | AUS    | Trek-Segafredo | 1733   |
| 2.    | Jai Hindley      | AUS    | Team Sunweb    | 1155   |
| 3.    | George Bennett   | NZL    | Jumbo-Visma    | 1100   |
| 4.    | Michael Matthews | AUS    | Team Sunweb    | 1022   |
| 5.    | Caleb Ewan       | AUS    | Lotto Soudal   | 971    |

| Platz | Team                               | Nation | Punkte |
| ----- | ---------------------------------- | ------ | ------ |
| 1.    | St George Continental Cycling Team | AUS    | 420    |
| 2.    | Team Bridgelane                    | AUS    | 315    |
| 3.    | Black Spoke Pro Cycling Academy    | NZL    | 272    |
| 4.    | Nero Continental                   | AUS    | 59     |
| 5.    | ARA Pro Racing Sunshine Coast      | AUS    |        |

| Platz | Nation     | Punkte |
| ----- | ---------- | ------ |
| 1.    | Australien | 6468   |
| 2.    | Neuseeland | 2178   |
| 3.    |            |        |
| 4.    |            |        |
| 5.    |            |        |